# John Kelburne Lawson
John Kelburne Lawson, kanadski general, * 1887, † 1941.